# Joe Napolitano
Pour les articles homonymes, voir Napolitano.
Joe Napolitano, né le 3 mars 1948 à Udine (Frioul) et mort le 23 juillet 2016 à Los Angeles (Californie), est un réalisateur américain.

## Biographie
D'origine italienne, Joseph Ralph Napolitano a commencé sa carrière en tant que premier assistant réalisateur et a notamment travaillé à ce poste dans cinq films de Brian De Palma (Blow Out, Scarface, Body Double, Mafia Salad et Les Incorruptibles) ainsi que pour Terry Gilliam dans Fisher King. Il est ensuite devenu réalisateur pour la télévision, dirigeant de nombreux épisodes de séries télévisées.

## Filmographie

### Télévision
- 1990-1992 : Code Quantum (série télévisée, 12 épisodes)
- 1993-1994 : X-Files (série télévisée, épisodes Le Diable du New Jersey et Quand vient la nuit)
- 1995-1996 : Un drôle de shérif (série télévisée, 2 épisodes)
- 1995-1997 : JAG (série télévisée, 4 épisodes)
- 1997-1998 : Le Caméléon (série télévisée, 3 épisodes)
- 1998-2000 : Dawson (série télévisée, 2 épisodes)
- 2001-2003 : Boston Public (série télévisée, 4 épisodes)
- 2000-2006 : La Vie avant tout (série télévisée, 14 épisodes)